# لیک دالاس (تگزاس)
لیک دالاس (به انگلیسی: Lake Dallas) شهری در ایالت تگزاس از ایالات جنوبی ایالات متحده آمریکا است. در سرشماری سال ۲۰۰۰، جمعیت این شهر ۶،۱۶۶ نفر اعلام شد.